# Lepidosaphes pini
Lepidosaphes pini är en insektsart som först beskrevs av William Miles Maskell 1897.  Lepidosaphes pini ingår i släktet Lepidosaphes och familjen pansarsköldlöss. Inga underarter finns listade i Catalogue of Life.